# El puñal del mazorquero
El puñal del mazorquero es una película argentina en blanco y negro de Argentina que se estrenó el 12 de septiembre de 1923 dirigida por Leopoldo Torres Ríos sobre su propio guion, según el relato La hija del mazorquero de Juana Manuela Gorriti, protagonizada por Laura del Campo y Leonor Alvear. Fue la primera película dirigida por Torres Ríos y el debut como director de fotografía del hasta ese momento camarógrafo Roque Funes, que luego tuvo una extensa carrera profesional en ese rol.

## La autora del relato
Juana Manuela Gorriti Zuviria (Rosario de la Frontera, 15 de julio de 1818 - Buenos Aires, 6 de noviembre de 1892) fue una escritora argentina cuyo padre, el general jujeño José Ignacio Gorriti,  fue diputado representante de Salta en el Congreso de Tucumán que declaró la Independencia el 9 de julio de 1816 y gobernador de la provincia de Salta. En 1831, su padre unitario enfrentó en armas al federal Facundo Quiroga y su familia se vio obligada a emigrar a Bolivia, donde Juana vivió entre los libros de la biblioteca paterna. También vivió en Lima donde abrió una escuela mixta de educación primaria y tuvo su ya famoso salón literario que congregó a las personalidades más sobresalientes. Sus cuentos y novelas fueron publicados y difundidos en Chile, Colombia, Venezuela y Argentina.
En 1863 escribiò Sueños y realidades, tres veces porque el manuscrito original se perdió en el viaje hacia Buenos Aires, y se publicó en 1865.
La película fue filmada en San Vicente, que todavía conservaba auténtica edificación de la época en que se ubican los sucesos. 
El cuento La hija del mazorquero fue incluido con el subtítulo de "Leyenda histórica" en una selección de textos de Juana Manuela Gorriti prologados por Walter Guido Weyland que se publicó con el título de Narraciones, primero en inglés y, en 1946, por Ediciones Estrada.

## Sinopsis
Con las luchas entre federales y unitarios como trasfondo, una joven es degollada por su padre, un lugarteniente de Ciriaco Cuitiño.

## Reparto
- Blanco Juncal
- Víctor Quiroga
- Ernesto Milton
- José Plá
- Laura del Campo
- Leonor Alvear
- Irene González

## Comentarios
Cuenta Jorge Miguel Couselo que el director eligió artistas aficionados para la mayor parte de los roles y que incluso el papel principal fue cumplido por Laura del Campo, una vendedora callejera de agujas que no tenía experiencia actoral previa.
Años después, Torres Ríos declaró que con este filme buscaba hacer un cine distinto al criollista y melodramático que se produjo hacia fines de la década de 1910 y comienzos de 1920, para lo cual eligió un tema histórico, aun a sabiendas de que carecía de rigor testimonial.
En declaraciones posteriores Roque Funes recordaba que había espectadores que sintetizaban la película con la frase satírica de "la maratón de los mazorqueros" por las largas caminatas que se veían en pantalla sin acción a la vista.
El cronista de Imparcial Film opinó que 

"sin ser una adaptación fiel del libro y de la época, la película gustó mucho, y se espera un buen suceso...Es un esfuerzo artístico que debe ser estimulado por todos los que deseen el progreso cinematográfico argentino...se trata de un filme que presenta aspectos del pasado patrio, de ese período de desorganización en el que brillaron los mejores caracteres de la nacionalidad, junto a los más rastreros, como si estos fueran la sombra de aquellas otras figuras...Haber llevado al cine una obra de la índole de La hija del mazorquero significa una evolución tan seria como meritoria dentro de la cinematografía nacional, por cuanto se aparta de los temas trillados hasta ahora para trabajar en un terreno difícil, pero no por eso carece de un interés que a todos acicatea...Como producción histórica, El puñal del mazorquero revive en forma encomiable escenas típicas de la vida argentina, en la época en que todavía Buenos Aires era una `gran aldea'"